# جو فلانغن
جو فلانغن (بالإنجليزية: Joe Flanagan)‏ هو لاعب كرة قدم أسترالية أسترالي، ولد في 3 أبريل 1898، وتوفي في 7 أكتوبر 1985.

## وصلات خارجية
- جو فلانغن على موقع AustralianFootball.com (الإنجليزية)
- جو فلانغن على موقع AFLtables.com (الإنجليزية)